# Parafia św. Katarzyny w Wielkim Czystym
Parafia świętej Katarzyny w Wielkim Czystem – parafia rzymskokatolicka, znajdująca się w diecezji toruńskiej, w dekanacie Chełmno. 